# NGC 6148
NGC 6148 est une lointaine galaxie spirale (intermédiaire ?) située dans la constellation d'Hercule. Sa vitesse par rapport au fond diffus cosmologique est de 15 409 ± 4 km/s, ce qui correspond à une distance de Hubble de 227,3 ± 15,9 Mpc (∼741 millions d'al). NGC 6148 a été découverte par l'astronome allemand Albert Marth en 1849.
En raison d'une brillance de surface égale à 14,24 mag/am2, on peut qualifier NGC 6148 de galaxie à faible brillance de surface (LSB en anglais pour low surface brightness). Les galaxies LSB sont des galaxies diffuses (D) avec une brillance de surface inférieure de moins d'une magnitude à celle du ciel nocturne ambiant.